# سيمنز (وحدة)
السيمنز ( ورمزها في النظام الدولي للوحدات هو S ) هي وحدة قياس كل من المسامحة والمطاوعة والمواصلة الكهربائية، ويعتبر السيمنز هو مقلوب الأوم و كان يسمى سابقا موه ، وتم اعتبار السيمنز وحدة دولية مشتقة بعد المؤتمر العام للأوزان والمقاييس في عام 1971. أطلق السيمنز تكريما لاسم المخترع ورجل الأعمال والعالم الألماني إيرنست فيرنر فون سيمنز.

## التعريف
لأي عنصر موصل أو شبه موصل , يتم تعريف المقاومة والمواصلة الكهربائية بالمعادلة التالية:
{\displaystyle G={\frac {1}{R}}={\frac {I}{V}},}
حيث
I هو التيار الكهربي المار في العنصر.
V هو فرق الجهد .
ويتم تعريف وحدة السيمنز باستخدام المعادلة التالية:
 :{\displaystyle {\mbox{S}}=\Omega ^{-1}={\dfrac {\mbox{A}}{\mbox{V}}}={\dfrac {{\mbox{C}}^{2}\cdot {\mbox{s}}}{{\mbox{kg}}\cdot {\mbox{m}}^{2}}}={\dfrac {{\mbox{A}}^{2}\cdot {\mbox{s}}^{3}}{{\mbox{kg}}\cdot {\mbox{m}}^{2}}}.}
حيث:
G هي المواصلة ويكافئ السيمنز الأمبير لكل فولت.
Ω هو الأوم وتقيس المقاومة الكهربية .
I هو التيار الكهربي المار في العنصر ويقاس بالأمبير أو الكولوم / الثانية .
V هو فرق الجهد ويقاس بالفولت .
kg هي رمز الكيلوجرام
s رمز الثانية
C هو ال كولوم
m المتر
مثال
المواصلة الكهربائية لموصل ما مقاومته 5 Ω تساوي 200 ميلي سيمنز.

## الموه
الموه (Mho) هو الاسم القديم لوحدة السيمنز وهو مشتق من كلمه أوم ( ohm ) , وتعتبر إحدي مشتقات الألفبائية اليونانية (℧). وتم اقتراح هذا الاسم من قبل اللورد كلفن , وتم تبديلها بسيمنز في عام 1881.